# Sébastien Faure
Sébastien Faure (Saint-Étienne, 6 gennaio 1858 – Royan, 14 luglio 1942) è stato un anarchico e pedagogista francese.
Era uno dei sostenitori principali, insieme al russo Volin (Vsévolod Mijáilovich Eichenbaum), della forma organizzativa anarchica conosciuta come anarchismo di sintesi o sintetismo, rifacendosi alla teoria dell'anarchismo senza aggettivi.
Destinato dalla famiglia al seminario, nella Compagnia di Gesù, seguirà un percorso che lo porterà prima in aree socialiste, nel Partito Operaio Francese, e poi libertarie. Massone, fu iniziato il 28 giugno 1884  nella Loggia "Vérité" del Grande Oriente di Francia, a Bordeaux.
Si dimise dalla massoneria il 20 dicembre 1917, per le posizioni nazionaliste assunte dalla stessa in concomitanza della Prima Guerra mondiale